# Oak Harbor (Ohio)
Oak Harbor ist ein Village in County Ottawa im amerikanischen Bundesstaat Ohio, etwa 40 km südöstlich von Toledo. Die Ortschaft hat gut 2.800 Einwohner (Stand der Zählung von 2000). Durch die Gemeinde fließt der Portage River.

## Geschichte
Oak Harbor wurde 1832 gegründet. Oak Harbor liegt im Zugangsbereich der Marblehead Peninsula, einer Halbinsel die etwa 30 km in den Eriesee ragt. Größter Ort auf der Marblehead Peninsula ist Port Clinton. 1902–1905 wurde die Eisenbahnstrecke der Toledo, Port Clinton & Lakeside Railway (TPC&L) gebaut, die Toledo mit den Orten der Halbinsel varband. Die Strecke führte über Oak Harbor.

## Wirtschaft
Ein wichtiger Wirtschaftsfaktor waren und sind die Obstplantagen der Oak Harbor Fruit Company. Die Gemeinde feiert jährlich das „Apple Festival“.
In der Nähe von Oak Harbor befindet sich das 1978 in Betrieb genommene Kernkraftwerk Davis Besse. Dort wäre es am 9. Juni 1985 beinahe zu einer Kernschmelze gekommen.

## Namensvarianten
Die Stadt besitzt einige Bezeichnungsvarianten:
- Hartford[3]
- Oakharbor[3]
- Port Leron[3]

## Söhne und Töchter
- William Gordon (1862–1942), Politiker
- Joel Konzen (* 1950), römisch-katholischer Ordensgeistlicher und Weihbischof in Atlanta